# Pułk SS „Germania”
Pułk SS „Germania” (niem. SS-Standarte „Germania”) – jedna z pierwszych jednostek tzw. aktywnej SS (SS-Verfügungstruppe), wchodzących w skład późniejszego Waffen-SS.

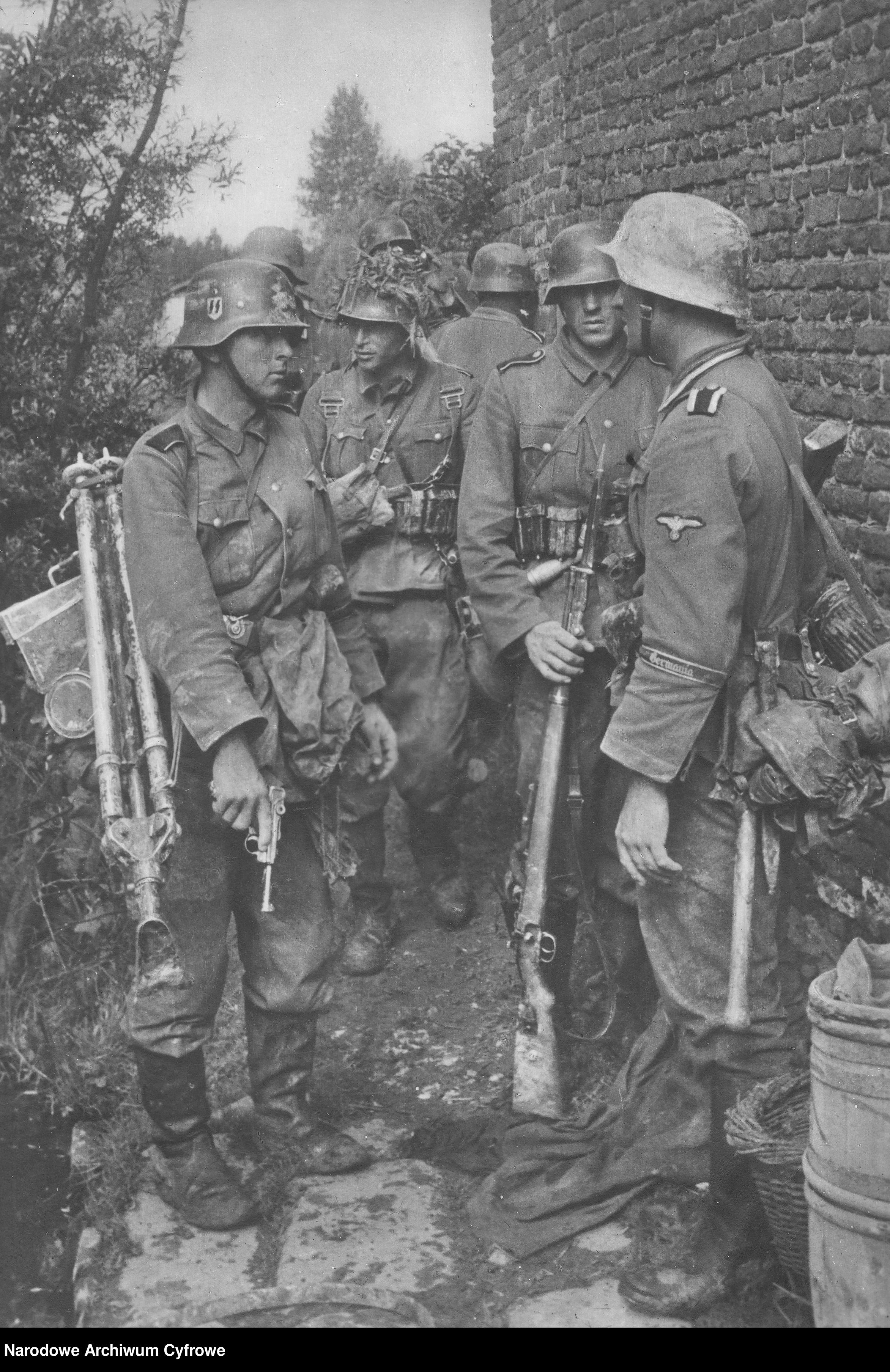
Żołnierze pułku SS „Germania”, pierwszy po prawej z widoczną opaską z nazwą pułku

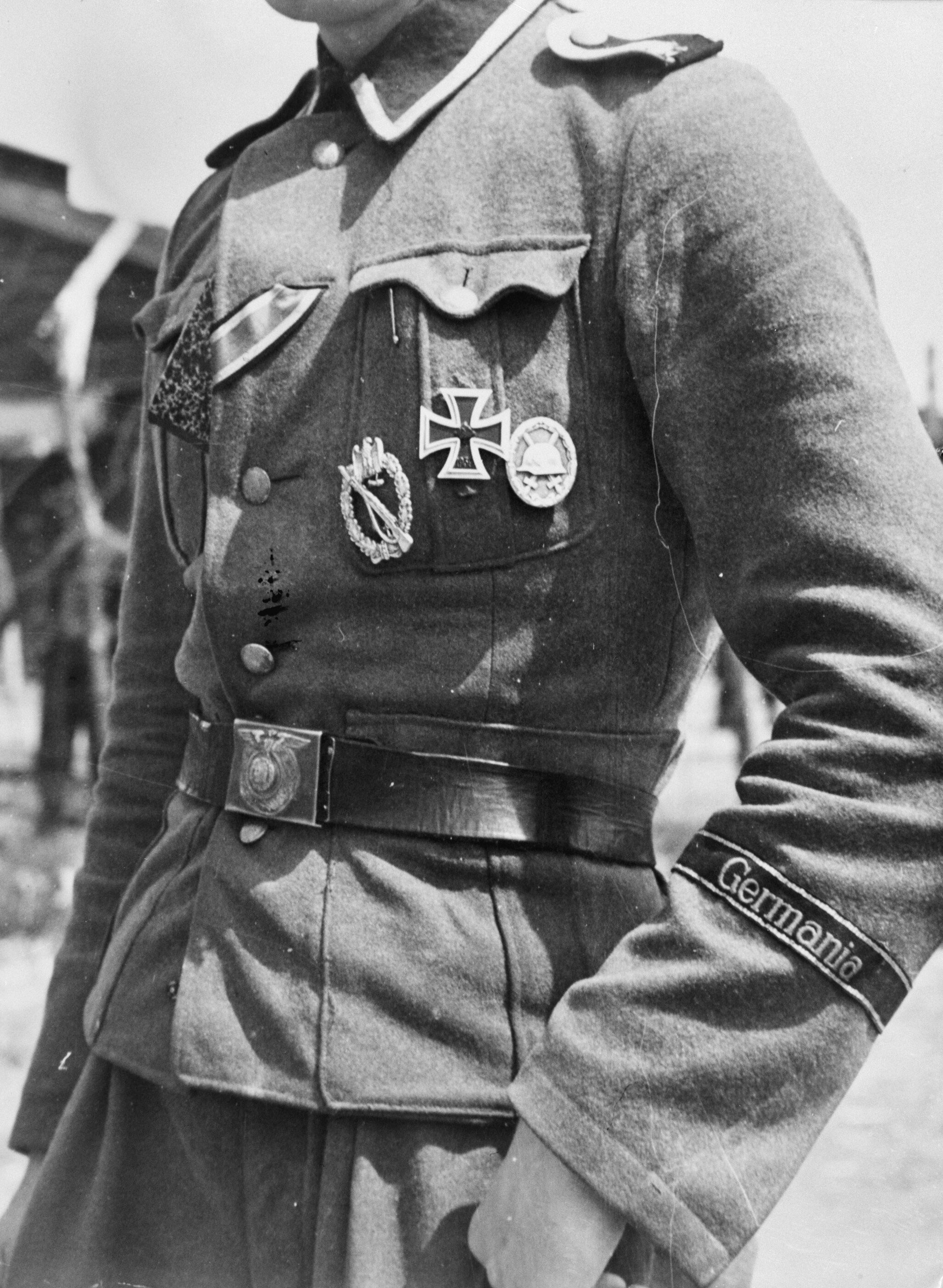
Żołnierz z opaską pułku SS „Germania”

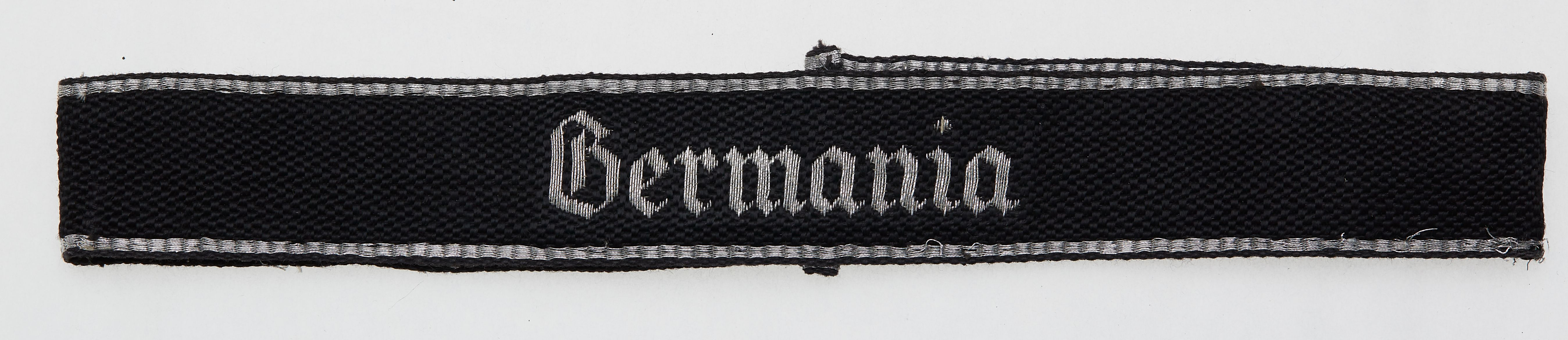
Opaska pułku SS „Germania”

## Historia pułku
W 1934 sformowano dwa Oddziały Dyspozycyjne SS (SS Verfugungstruppe), co stanowiło zalążek przyszłego pułku. W 1936 utworzono Inspektorat Oddziałów Dyspozycyjnych SS, a z części istniejących batalionów SS sformowano pułk „Germania” w Hamburgu. W marcu 1938 został użyty podczas Anschlussu Austrii. Samowolną decyzją Heinricha Himmlera przydzielono go do operacji zajmowania Sudetów, choć początkowo nie planowano jego udziału na terenie Czechosłowacji.

### Kampania wrześniowa
Na czas kampanii wrześniowej pułk przydzielono do 14 Armii, która operowała na południowym odcinku frontu. W początkowej fazie wojny „Germania” stacjonowała na terenie Rzeszy w obszarze Gliwice-Zabrze. 4 września pododdziały jednostki wkroczyły razem z 239 Dywizją Piechoty Wehrmachtu do Katowic. Na zajętych terenach polskiego Górnego Śląska i Zagłębia Dąbrowskiego pułk brał udział w masowych rozstrzeliwaniach ludności polskiej i żydowskiej m.in. w Będzinie, Katowicach i Sosnowcu. Następnie został skierowany na front, a 12 września podporządkowany XXII. Korpusowi Pancernemu 14 Armii. Szlak bojowy pułku to następujące miejscowości: Jarosław, Jaworów, Gródek Jagielloński i Lwów.
Nocą z 15 na 16 września w okolicach wsi Mużyłowice i Czarnokońce doszło do bitwy pod Jaworowem, podczas której 49 Huculski pułk strzelców przebijając się w kierunku Lwowa natarł na pozycje pułku SS „Germania”. W wyniku polskiej szarży na bagnety pułk uległ panice oraz rozproszeniu, ponadto utracił wszystkie działa i samochody. Podczas walk poległ też dowódca III batalionu SS-Obersturmbannführer Willy Köppen oraz adiutant pułku SS-Obersturmführer Rudolf Schomburg. Reorganizacja pułku zajęła kilka dni. Po upadku Lwowa został odesłany do Niemiec. W ramach kary żołnierze pułku dostali dwumiesięczny zakaz noszenia naramiennych naszywek z nazwą jednostki.

### Dalsze losy
W październiku 1939 w ramach reorganizacji dywizji SS, spowodowanej małą skutecznością oddziałów podczas walk w Polsce, pułk został przydzielony do utworzonej na poligonach w Milowicach i Pilźnie, leżących na obszarze Protektoratu Czech i Moraw, nowej Dywizji Dyspozycyjnej SS (SS-Verfüngungs Division). 1 stycznia 1940 (według innych źródeł 12 stycznia) pułk w ramach dywizji stał się częścią Waffen SS, które miało obejmować wszystkie bojowe formacje SS. W listopadzie 1940 pułk „Germania”, wcześniej wydzielony z Dywizji Dyspozycyjnej SS, wszedł w skład nowo sformowanej Dywizji Zmotoryzowanej SS, której 21 grudnia 1940 nadano nazwę własną – „Wiking”.

## Uzbrojenie pułku w 1939
Żołnierze pułku posiadali następujące wyposażenie:
- broń ręczna: 950 pistoletów P-08 Parabellum, P-38 Walther i Mauser C96, 2405 karabinów powtarzalnych Mauser Kar98k, 8 pistoletów maszynowych MP 28 II, 102 ręczne i lekkie karabiny maszynowe MG 34 i MG 13 oraz 44 ciężkie karabiny maszynowe MG 08/15, MG 34 i MG 37(t);
- artyleria: 12 armat przeciwpancernych Pak 35/36 kalibru 3,7 cm, 30 granatników l.Gr.W.36 kalibru 5 cm, 18 ciężkich moździerzy Granatwerfer 34 kalibru 8 cm oraz 8 dział piechoty IG-18 kalibru 7,5 cm;
- pojazdy: 8 samochodów pancernych Sd.Kfz. 221 i 222, 173 samochody osobowe i ciężarowe służące do przewozu żołnierzy, 264 samochody ciężarowe służące do przewozu towarów oraz 311 motocykli.

## Struktura pułku w 1939
Pułk składał się z 3345 żołnierzy: 88 oficerów, 11 cywilnych urzędników wojskowych 542 podoficerów oraz 2704 szeregowych. Pułk (Standarte) zwierał trzy bataliony (Strumbann), a każdy z nich z cztery kompanie (czwartą kompanią była kompanią wsparcia), które dzieliły się na 3 plutony (Rotte). Sztabowi pułku bezpośrednio podlegały: zmotoryzowany pluton łączności i motocyklowy pluton zwiadu. Dodatkowo w pułku znajdowały się samodzielne: pluton samochodów pancernych, zmotoryzowana kompania saperów, kompania przeciwpancerna, zmotoryzowany dywizjon artylerii lekkiej oraz kompania motocyklistów.

### Skład pułku
Sztab pułku:
- Zmotoryzowany pluton łączności
- Motocyklowy pluton zwiadu

I batalion zmotoryzowany:
- Dowództwo batalionu – sekcja łączności radiowej i telefonicznej
- 3 kompanie – każda składała się dowództwa kompanii i 3 plutonów, każda uzbrojona w 3 granatniki l.Gr.W.36 kalibru 5 cm, 9 rkm MG 34 lub lkm MG 13 i 2 ckm MG 08/15, MG 34 lub MG 37(t)
- Kompania wsparcia – 6 moździerzy Granatwerfer 34 kalibru 8 cm i 8 karabinów maszynowych

II batalion zmotoryzowany:
- Dowództwo batalionu – sekcja łączności radiowej i telefonicznej
- 3 kompanie – każda składała się dowództwa kompanii i 3 plutonów, każda uzbrojona w 3 granatniki l.Gr.W.36 kalibru 5 cm, 9 rkm MG 34 lub lkm MG 13 i 2 ckm MG 08/15, MG 34 lub MG 37(t)
- Kompania wsparcia – 6 moździerzy Granatwerfer 34 kalibru 8 cm i 8 karabinów maszynowych

III batalion zmotoryzowany:
- Dowództwo batalionu – sekcja łączności radiowej i telefonicznej
- 3 kompanie – każda składała się dowództwa kompanii i 3 plutonów, każda uzbrojona w 3 granatniki l.Gr.W.36 kalibru 5 cm, 9 rkm MG 34 lub lkm MG 13 i 2 ckm MG 08/15, MG 34 lub MG 37(t)
- Kompania wsparcia – 6 moździerzy Granatwerfer 34 kalibru 8 cm i 8 karabinów maszynowych

Pluton samochodów pancernych:
- 8 samochodów pancernych Sd.Kfz.221 uzbrojonych w rkm MG 34,
- 4 samochodów pancernych Sd.Kfz.222 uzbrojonych w 2 cm KwK 30 i rkm MG 34

Zmotoryzowana kompania saperów:
- 3 rkm MG 34 lub lkm MG 13

Kompania przeciwpancerna:
- 12 armat przeciwpancernych Pak 35/36 kalibru 3,7 cm
- 4 rkm MG 34 lub lkm MG 13

Zmotoryzowany dywizjon artylerii lekkiej:
- 8 dział piechoty IG-18 kalibru 7,5 cm

Kompania motocyklistów:
- 2 ckm MG 08/15, MG 34 lub MG 37(t)
- 18 rkm MG 34 lub lkm MG 13
- 3 granatniki l.Gr.W.36 kalibru 5 cm